# جولتن كازجان
جولتن كازجان (ولدت في 5 يونيو عام 1927 في مدينة إسطنبول) كاتبة تركية وخبيرة إقتصادية.
بدأت جولتن كازجان دراسة الإقتصاد في الكلية الأمريكية للبنات. وفي عام 1946 كانت طالبة بكلية الإقتصاد بجامعة إسطنبول. وتخرجت في عام 1950. ثم نقٌلت إلى وظيفة ببنك التنمية الصناعية. وبعد فترة وجيزة بدأت العمل كمساعدة في المدرسة نفسها.
حصلت جولتن كازجان على الدكتوراه من خلال أطروحة بعنوان «الإتجاهات الطويلة الأمد من عدم إستقرار الدخل الزراعي». وعقب هذه الفترة أصبحت جولتن كازجان اسماً مألوفاً في الإقتصاد الزراعي. وفي عام 1957 دخلت جولتن جامعة شيكاغو من خلال منحة دراسية من روكفلر. كما أنها عملت مع شولتز لمدة عامين.
وبعد ذلك عادت جولتن إلى تركيا. وواصلت دراستها حول الإقتصاد الزراعي بأطروحة الأستاذية بعنوان «دور المؤن في الزراعة التركية». وفي عام 1961 حازت جولتن كازجان على لقب أستاذ. وفي عام 1975 عملت في روما وباريس لمدة عام واحد. كما أنها قامت بالتدريس في كلية الإقتصاد بجامعة إسطنبول. وبدأت في كتابة كتب عن البوليثين والإقتصاد. ونشرت أعمالها. وفي عام 1994 تقاعدت من جامعة إسطنبول حيث كانت أستاذ جامعي بها. وشغلت الأستاذ الدكتور جولتن كازجان منصب عميد مؤسس لجامعة المعلومات بإسطنبول. وعملت في هذه المؤسسات كرئيسة لمركز الأبحاث بقسم الإقتصاد. وتٌلقب جولتن كازجان في عالم الإقتصاد بألقاب مثل «أستاذ الأساتذة، وعميد الإقتصاد». وفي عام 2010 كتبتها جامعة المعلومات بإسطنبول في قائمة «الأساتذة المشرفين».

## أعمالها

كتاب البحث حول كوتشابا عام 1999

•	الأزمات في الاقتصاد التركي 1919 – 2001 : منظور في الاقتصاد السياسي، 2005 ، دار نشر جامعة المعلومات بإسطنبول، ISBN 975-6176-26-1
•	تطور الفكر الاقتصادي أو الاقتصاد السياسي، 2004 ، دار نشر رمزي، ISBN 975-14-0392-8
•	العلاقات السياسية الاقتصادية والثقافية التركية الروسية من الأمس إلى اليوم، 2003 ، دار نشر جامعة المعلومات بإسطنبول، ISBN 975-6857-70-6
•	العولمة والأمة – النظام الاقتصادي الجديد بالدولة، 2000 ، دار نشر جامعة المعلومات بإسطنبول، ISBN 975-6857-04-8
•	العلاقات السياسية والاقتصادية والثقافية التركية الروسية، 2004 ، دار نشر جامعة المعلومات بإسطنبول، ISBN 978-975-6857-70-0
•	بحث حول كوشتابا 1999 ، 2001 ، دار نشر جامعة المعلومات بإسطنبول
•	الاقتصاد التركي بالقرن الحادي والعشرين من التنظيمات من العولمة الأولى إلى العولمة الثانية، دار نشر كتب الذهب
•	بحث تقييم الشباب حول شباب إسطنبول، 2006 ، درا نشر جامعة المعلومات بإسطنبول، ISBN 975-6176-76-8
•	بحث حول شباب كوشتابا 2002 ، 2002 ، دار نشر جامعة المعلومات بإسطنبول.
•	الاقتصاد التركي بالقرن الحادي والعشرين من التنظيمات من العولمة الأولى إلى العولمة الثانية، 2002 ، دار نشر جامعة المعلومات بإسطنبول، ISBN 975-6857-31-5
•	الزراعة والتنمية، 2003 ، دار نشر جامعة المعلومات بإسطنبول، ISBN 975-6857-69-2
•	تقاسم الإيرادات في تركيا، 1992 ، دار نشر tobb
•	النمو الواضح في الاقتصاد بالخارج، 1985 ، دار نشر كتاب الذهب